# Лукашенко Галина Родіонівна
Гали́на Родіо́нівна Лукаше́нко (біл. Галіна Радзівонаўна Лукашэнка), до шлюбу Жовнірович (біл. Жаўняровіч); нар. 1 січня 1955) — перша леді Білорусі, дружина чинного президента Республіки Білорусь Олександра Лукашенка.

## Біографія
Народилася 1 січня 1955 року в родині Желнеровича Родіона Георгійовича (Юрійовича) (1928—1983), походив з Бреста, і Желнерович Олени Федорівни, походила зі Слуцька, вчительки білоруської мови і літератури, яка працювала завучем (нині на пенсії).
З Олександром Лукашенком познайомилася ще в старших класах середньої школи в селі Рижковічі, одружилися 1975 року. Працювала в дитячому садку. Живе в селі Рижковічі (Шкловський район Могильовської області). Із січня 1998 року очолює відділ Могильовського облвиконкому з оздоровлення населення, займається організацією санаторного лікування жителів. Чоловіка на заходах не супроводжує і бачиться з ним рідко.

## Міжнародні санкції
У 2022 році, після початку вторгнення Росії в Україну, Галина Лукашенко потрапила під санкції США (список спеціально позначених громадян і заблокованих осіб) та Австралії (березень), України (жовтень) та Нової Зеландії (листопад).
У січні 2025 року санкції проти Галини Лукашенки запровадила Канада.

## Освіта
Закінчила історичний факультет Могильовського педагогічного інституту.

## Родина
- Чоловік — Лукашенко Олександр Григорович
- Два сини:
  - Лукашенко Віктор Олександрович (1975), 50 р.
  - Лукашенко Дмитро Олександрович (1980), 45 р.
- Сім онуків:
  - Вікторія (1998), Олександр (2004), Валерія (2009) і Ярослав (2013) — діти старшого сина
  - Анастасія (2003), Дар'я (2004) і Олександра (2014) — діти молодшого
- Молодша сестра — Тамара Родіонівна — живе в Могильові, фармацевт в аптеці. Її чоловік — голова Білоруського товариства мисливців і рибалок у Могильові.